# La ley del Colt
La ley del Colt («La colt è la mia legge», en la versión original italiana) es una coproducción italo-española de wéstern estrenada en 1965, dirigida por Alfonso Brescia y protagonizada en los papeles principales por Ángel del Pozo, Luciana Gilli y Miguel de la Riva. Cabe destacar que en los títulos de crédito, la mayoría de los actores aparecieron bajo pseudónimos anglosajones (ver nombres en paréntesis en el apartado de reparto).

## Sinopsis
El pequeño pueblo de San Felipe, en la frontera entre Texas y México, es el escenario donde un grupo de bandidos actúa a su capricho, sin que las autoridades hayan podido hacer nada para ponerles freno. La más perjudicada es la compañía ferroviaria, que proyecta unir San Felipe con la capital. Casi todos los envíos de oro que hacen a San Felipe son interceptados por los malhechores. Un día, dos forasteros aparecen en el pueblo. Uno es un elegante hombre de negocios y el otro, un buscavidas pendenciero que se dice huido de la justicia. Pero en realidad son agentes federales cuya misión es investigar al principal sospechoso, un terrateniente local. Para lograr su misión y no levantar sospechas uno de los agentes empezará a trabajar en su rancho y el otro se convertirá en el novio de su hija.

## Reparto
- Ángel del Pozo como George Benson (Anthony Clark).
- Luciana Gilli como Louise O'Brien (Lucy Gilly).
- Miguel de la Riva como Ringo aka Peter Webb (Michael Martin).
- Franco Cobianchi como Henry O'Brien, Nombre de negocios (Franco D'Este/Peter White).
- José Riesgo como Davidson, Ingeniero del ferrocarril.
- Aldo Cecconi como Sheriff (Jim Clay)
- Livio Lorenzon como Secuaz de O'Brien.
- Rafael Alcántara como O'Brien.
- Enrico Glori como Sam (Henry Colt).
- Milo Quesada como	Dave, Secuaz de O'Brien (Raul Alonso).
- Nino Nini como Don Esteban, Propietario mina de plata (Grant Laramy).
- Germano Longo como Mark, Mano derecha de O'Brien (Grant Laramy).
- Pietro Tordi como	Doc (Dan Silver).
- Renato Chiantoni como Don Luis, Banquero.
- Bruno Ukmar como Bandido mexicano (Billi Ukmar).
- Lucio De Santis como Pedro en la diligencia (Charles Johnson).
- Manuel Guitián como Clemens, Experto en fuegos artificiales.
- Augusto Lega como Ciuadano del pueblo.